# Les Mistigris
Les Mistigris ist eine französische Zeichentrickserie für Vorschulkinder, die 2009 erstmals ausgestrahlt wurde. Sie basiert auf einem Konzept von Nathalie Dargent und den Illustrationen von Denis Cauquetoux und wurde umgesetzt von Eric Berthier.

## Handlung
Am Ende des Regenbogens befindet sich ein Archipel, auf der Tiere in Harmonie mit der Natur leben und zwar von Menschen gehört, aber noch nie einen gesehen haben. Dies ändert sich aber, als eines Tages ein schiffbrüchiger kleiner Junge an den Strand ihrer Insel gespült wird und ihre Welt kennenlernt.

## Produktion und Veröffentlichung
Die Serie wurde ab 2008 von Patoon-Animation, IP4U, CCRAV und TF1 in Frankreich produziert. Dabei sind 52 Folgen entstanden.
Erstmals wurde die Serie am 5. Oktober 2009 auf TF1 ausgestrahlt. 